# Muscle transverse du thorax
Le muscle transverse du thorax (ou muscle triangulaire du sternum dans l'ancienne nomenclature) est un muscle pair du thorax situé sur la face interne de la paroi thoracique antérieure, à l'arrière du sternum.

## Description
Le muscle transverse du thorax est un muscle plat en éventail situé sur la face postérieure du sternum.

## Origine
Le muscle transverse du thorax nait du tiers inférieur de la face postérieure du sternum, de la face postérieure du processus xiphoïde et la face postérieure des cartilages costaux des quatre dernières côtes sternales (troisième à sixième côtes).

## Trajet
Le muscle transverse du thorax est organisé en cinq digitations divergentes latéralement, de façon oblique vers le haut pour les plus hautes, et de façon horizontale pour les plus basses.

## Insertion
Les digitations se terminent sur les faces postérieures et les bords inférieurs des cartilages costaux des cinq dernières côtes sternales (deuxième à sixième côtes).

## Innervation
Le muscle transverse du thorax est innervé par les nerfs intercostaux adjacents. 

## Fonction
La contraction de ses fibres abaisse les cartilages costaux auxquels elles sont reliées.